# Oligonychus triandrae
Oligonychus triandrae är en spindeldjursart som beskrevs av Meyer 1974. Oligonychus triandrae ingår i släktet Oligonychus och familjen Tetranychidae. Inga underarter finns listade i Catalogue of Life.